# 26 februarie
ianuarie • februarie • martie  • aprilie  • mai  • iunie  • iulie  • august  • septembrie  • octombrie  • noiembrie  • decembrie
26 februarie este a 57-a zi a calendarului gregorian. Mai sunt 308 zile până la sfârșitul anului (309 zile în anii bisecți).

## Evenimente

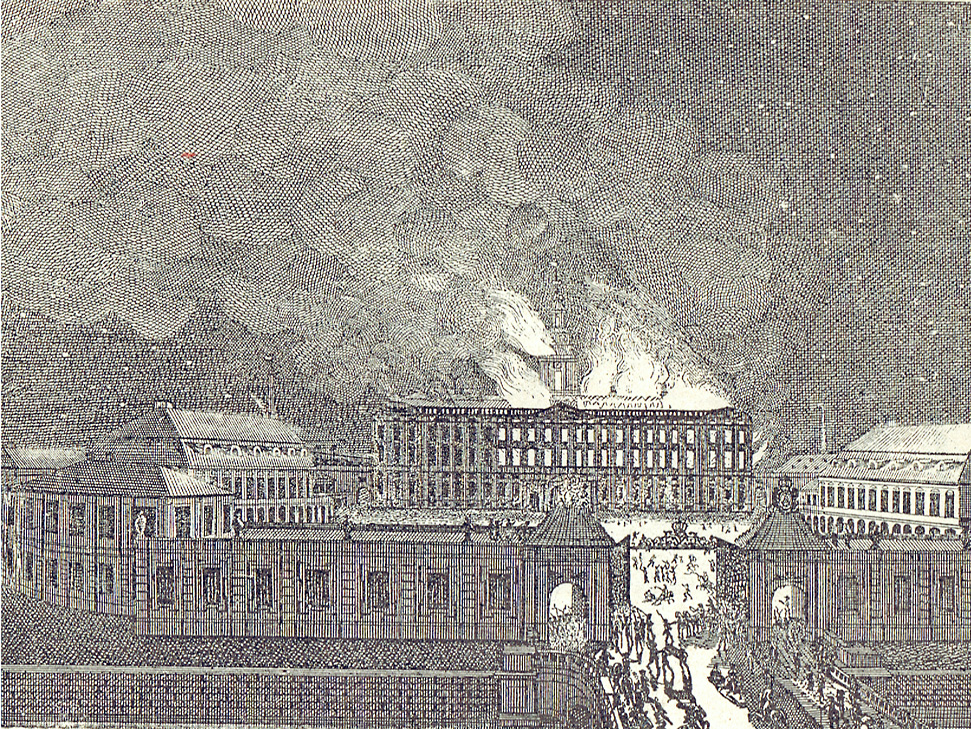
1794: Palatul regal Christianborg din Copenhaga este distrus de un incediu. Reconstrucția a durat până în 1828 dar clădirea nu a mai fost folosită ca reședință regală, devenind sediul al Parlamentului danez.

- 0364: Valentinian I este proclamat împărat al Imperiului Roman.
- 1794: Palatul regal Christianborg din Copenhaga este distrus de un incediu. Reconstrucția a durat până în 1828 dar clădirea nu a mai fost folosită ca reședință regală, devenind sediul al Parlamentului danez.
- 1815: Napoleon Bonaparte a evadat de pe Insula Elba, unde fusese exilat cu un an în urmă.
- 1848: Este proclamată a doua republică franceză.
- 1861: Împăratul Franz Joseph promulgă Patenta din Februarie, constituția "erei liberale" a Imperiului Austriac (1860-1867).
- 1891: S-a înființat Societatea Arhitecților Români.
- 1914: HMHS Britannic, sora vaporului RMS Titanic, este lansată în Belfast.
- 1935: Adolf Hitler semnează un decret care autoriza înființarea Reich Luftwaffe, fiind al treilea serviciu militar german, alături de armata și marina Reich-ului.
- 1952: Primul ministru Winston Churchill al Marii Britanii anunță că națiunea sa deține bomba atomică.
- 1980: Egiptul și Israel stabilesc relații diplomatice.
- 1988: Declarația guvernului SUA prin care anunță hotărârea de a retrage României, începând cu data de 3 iulie 1988, clauza națiunii celei mai favorizate; în replica, guvernul român declară că renunță la clauza națiunii celei mai favorizate în relațiile cu SUA.
- 1993: A fost înregistrat primul atentat cu bombă la baza unuia din cele două turnuri ale ansamblului arhitectural "World Trade Center"; 5 victime.
- 2001: Talibanii dinamitează două statui uriașe ce-l reprezentau pe Buddha în Bamiyan, Afghanistan.
- 2006: Ceremonia de închidere a Jocurilor Olimpice de Iarnă de la Torino, Italia.
- 2020: În România este înregistrat primul caz de infectare cu Coronavirus.

## Nașteri

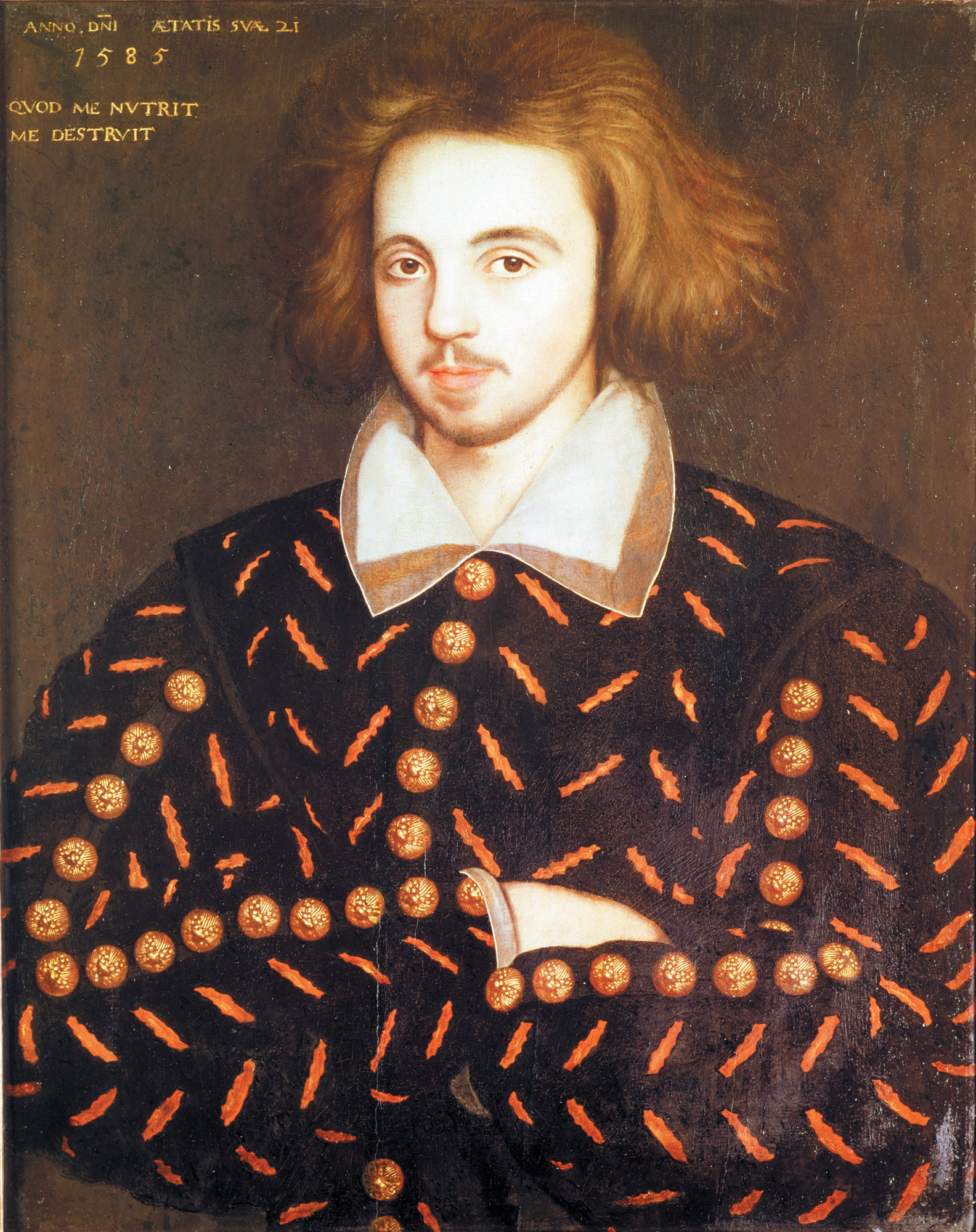
Christopher Marlowe, poet și dramaturg englez

- 1543: Kanō Eitoku, pictor japonez (d. 1590)
- 1564: Christopher Marlowe, poet și dramaturg englez (d. 1593)
- 1587: Stefano Landi, compozitor italian (d. 1639)
- 1715: Claude Adrien Helvétius, filosof francez (d. 1771)
- 1802: Victor Hugo, scriitor francez (d. 1885)
- 1807: José María Avrial, pictor spaniol (d. 1891)
- 1808: Honoré Daumier, pictor, sculptor, caricaturist și litograf francez (d. 1879)
- 1821: Félix Ziem, pictor francez (d. 1911)
- 1842: Nicolas Camille Flammarion, astronom și scriitor francez (d. 1925)
- 1869: Nadejda Krupskaia, revoluționară marxistă, soția lui Lenin (d. 1939)
- 1877: Carel Steven Adama van Scheltema, poet olandez (d. 1924)
- 1879: Henri Fauconnier, scriitor francez, câștigător al Premiului Goncourt în 1930 (d. 1973)
- 1880: Apcar Baltazar, pictor român de etnie armeană (d. 1909)
- 1889: Mariska Ady, poetă maghiară (d. 1977)
- 1903: Jean Moscopol, unul dintre cei mai importanți cântăreți de muzică ușoară din România interbelică (d. 1980)
- 1912: Iuliu Bodola, fotbalist român de etnie maghiară (d. 1993)
- 1928: Fats Domino muzician, compozitor, pianist și cantautor american (d. 2017)
- 1930: Lazar Berman, pianist rus (d. 2005)
- 1932: Johnny Cash, solist vocal, chitarist și compozitor american de muzică country (d. 2003)
- 1937: Eduardo Arroyo, pictor și grafician spaniol (d. 2018)
- 1940: Alexandru Repan, actor român de teatru și film
- 1947: Irina Gărdescu, actriță română
- 1948: Moni Bordeianu,  cântăreț și compozitor român de muzică rock (d. 2024)
- 1954: Recep Tayyip Erdoğan, politician turc, președinte al Turciei din 2014 până în prezent
- 1955: Virgil Popescu, compozitor român
- 1958: Michel Houellebecq, scriitor francez
- 1962: Elena Cârstea, compozitoare și interpretă română de muzică ușoară
- 1966: Garry Conille, academician, specialist în dezvoltare, politician și autor din Haiti, prim-ministru al statului Haiti (18 octombrie 2011 – 16 mai 2012 și 3 iunie - 11 noiembrie 2024)
- 1969: Maria Buză, actriță și cântăreață română de muzică ușoară și populară
- 1971: Erykah Badu, cântăreață, producătoare, compozitoare și actriță americană
- 1972: Ionuț Dolănescu, cântăreț român
- 1973: André Tanneberger, producător și DJ german
- 1980: Júlio César da Silva e Souza, fotbalist brazilian
- 1984: Emmanuel Adebayor, fotbalist togolez
- 1985: Sanya Richards, atletă americană

## Decese
- 1561: Jorge de Montemayor, scriitor spaniol
- 1625: Anna Vasa a Suediei, fiica regelui Ioan al III-lea al Suediei (n. 1568)
- 1763: Frederic, Margraf de Brandenburg-Bayreuth (n. 1711)
- 1815: Prințul Josias de Saxa-Coburg, nobil german, general în armata austriacă (n. 1737)
- 1878: Alexandre Antigna, pictor francez (n. 1817)
- 1918: Pietro Blaserna, matematician și fizician italian (n. 1836)
- 1931: Otto Wallach, chimist german, laureat al Premiului Nobel (n. 1847)
- 1940: Michael Hainisch, politician austriac, primul președinte al Austriei în perioada 1920-1928 (n. 1858)
- 1945: Sándor Szurmay, general-colonel austro-ungar originar din Bocșa (n. 1860)
- 1969: Karl Jaspers, psihiatru german (n. 1883)
- 1971: Fernandel (Fernand Joseph Desire Constandin), actor francez (n. 1903)
- 1974: Tivadar Ács, scriitor, jurnalist și istoric maghiar (n. 1901)
- 2000: Giovanna a Italiei, soția regelui Boris al III-lea al Bulgariei (n. 1907)
- 2003: George Togan, istoric român (n. 1910)
- 2013: Naarghita, cântăreață română de muzică indiană (n. 1939)
- 2015: Sergiu Adam, poet, prozator și traducător român (n. 1936)
- 2020: George Anca, scriitor român (n. 1944)
- 2022: Hans Bergel, scriitor și jurnalist german (n. 1925)

## Sărbători
- In calendarul ortodox: Sfantul Porfirie